# Hantajkai-víztározó
A Hantajkai-víztározó (orosz nyelven: Хантайское водохранилище) Oroszország ázsiai részén, Észak-Szibériában, a Hantajka folyón létesített mesterséges tó.

## Fekvése
A víztározó a Krasznojarszki határterület Tajmiri Dolgan–Nyenyec járásában terül el. Az északi sarkkörtől északra, a tundra és erdős tundra övezetben fekszik. Partjait főként vörösfenyőből álló északi tajga borítja, a környező magaslatokat tundra fedi. A permafroszt vastagsága ezen a vidéken eléri a 200–400 métert.

## Jellemzői
Az Uszty-hantajkai-vízerőmű építésekor, a Hantajka (a Jenyiszej mellékfolyója) vizének visszaduzzasztásával keletkezett. A víztározó feltöltésekor 1346 km²-nyi területet árasztottak el, több mint 100 kisebb tavat öntött el a víz.
A duzzasztógát a folyó torkolatától 62 km-re, Sznyezsnogorszk település mellett épült, hossza 420 m. A mögötte elterülő mesterséges tó norma szerinti vízszintje 60 m (tengerszint feletti magasság), teljes térfogata (a norma szerinti vízszintnél) 23,5 km³, vízgyűjtő területe 293 000 km². A tározó hossza 160 km, szélessége 9 km, a vízfelszín kiterjedése 2120 km².
A tározó feltöltését 1970 tavaszán kezdték el, de az első hat évben nem érték el a tervezett szintet. A víz egész éven át nem fagyott be, felmelegítette a tófenék és a partok fagyott talaját. A talaj térfogata a kiolvadt jég miatt zsugorodni kezdett, így a tározó mélysége és területe nőtt, de a víz szintje állandó maradt. 1978-ban a legmagasabb vízszint még mindig csak 59,5 m volt.
A jégképződés a tározón október közepén kezdődik, és a vastag jégtakaró június elejéig-közepéig megmarad.